# Alfonso Caycedo
Alfonso Caycedo, né le 19 novembre 1932 à Bogotá en Colombie et mort le 11 septembre 2017 à Barcelone, est le fondateur de la sophrologie. Neuropsychiatre et professeur de psychiatrie, passionné par les états de conscience modifiés, il consacre une grande partie de sa vie à étudier la conscience et ses ressources, selon une approche médicale dans un premier temps, puis phénoménologique, en incluant la dimension corporelle.
Influencé par les approches orientales (yoga, zen, etc.), il oriente la sophrologie vers l'obtention d'un état de conscience plus harmonisé tandis que se créent d'autres courants sophrologiques, plus ou moins corporels ou phénoménologiques. Il distingue sa propre démarche et son enseignement sous le nom de sophrologie caycédienne à partir de 1988, tout en maintenant pour le mot sophrologie le sens de discipline d'étude de la conscience humaine.
Malgré la revendication de la sophrologie — en particulier caycédienne — d'être une « discipline scientifique », elle présente des aspects pseudo-scientifiques et n'a pas fourni des preuves suffisantes de son efficacité.

## Biographie
(octobre 2019).

### Origine et formation
Issu d'une famille très catholique  d'origine espagnole (basque), Alfonso Caycedo naît le 19 novembre 1932 à Bogotá en Colombie. Ses parents sont eux-mêmes colombiens de naissance. Son père est architecte et sa mère devient écrivaine à la mort de ce dernier.
Il fait ses études à Bogotá jusqu'au baccalauréat, et se rend ensuite en Espagne pour faire ses études universitaires à la Faculté de médecine de Madrid, où il obtient le titre de docteur en médecine et en chirurgie.
Interne dans le service de neuropsychiatrie du Pr. Juan José López Ibor (es) éminent spécialiste espagnol en psychiatrie phénoménologique, de l'hôpital Santa Isabel à Madrid, dans lequel il crée le premier département de Sophrologie en 1960, avec l'autorisation de celui-ci et influencé particulièrement la lecture d'un ouvrage de Viktor Frankl, (psychiatre autrichien ami de Sigmund Freud)  : "Un psychiatre déporté témoigne",  il se spécialise ensuite en psychiatrie et en neurologie, et c'est exactement sous la direction de López Ibor qu'il fait sa thèse doctorale sur l’électroencéphalogramme en 1959.

### De l’hypnose à la sophrologie (1959-1962)
Confronté professionnellement à l'observation d'états de conscience modifiés et obligé d'utiliser des procédés thérapeutiques violents (comas insuliniques, électrochocs sans anesthésie), il s'interroge sur la nécessité de modifier ou d'altérer ainsi la conscience dans un but thérapeutique. Alors en recherche d'autres options, Alfonso Caycedo se tourne d'abord vers l'hypnose clinique, en particulier celle de l'École de Nancy. Il part y étudier auprès d'André Cuvelier, lui-même disciple d'Émile Coué, dont Caycedo dit avoir traduit la thèse doctorale sur le sujet en espagnol. En 1959, il crée à Madrid la Société Espagnole d'Hypnose Clinique et Expérimentale[source insuffisante].
Bien que constatant des effets positifs étonnants, mais aléatoires, il vise à s'éloigner de l'hypnose dont l'histoire est sulfureuse et suscite la méfiance. Il annonce alors : « Je décide de rompre avec cette ambiance, pour me consacrer à une psychiatrie plus sérieuse ». Il ajoute : « J'ai alors décidé d'inventer un autre nom et de rompre ainsi avec tout ce que je faisais auparavant pour pouvoir commencer quelque chose de neuf. »
Il choisit de baptiser ce nouveau domaine « sophrologie », inspiré du mot sophrosyne (en grec ancien σωφροσύνη/sophrosúnê), notamment tiré du Charmide, écrit par Platon. Étymologiquement, il s'agit de l'étude (logos) de l'harmonie (sos) de la conscience (phrên) . Il fonde en 1960 le premier département de sophrologie clinique à Madrid, dans le service de neuropsychiatrie du Pr López Ibor en renommant son « service d'hypnose clinique et de relaxation » en « service de sophrologie médicale »,.
La sophrologie est, à cette époque, une approche qui est proche techniquement de l'hypnose, même si le rapport au patient s'y inscrit davantage dans une approche humaniste[réf. souhaitée].

### En passant par la phénoménologie (1963-1964)
En parallèle, en préparant sa thèse doctorale rendue en 1959, Alfonso Caycedo rapporte qu'il envisage une véritable formation à la méthodologie d'exploration de la conscience proposée par la phénoménologie. Il lit Edmund Husserl, Karl Jaspers et plus particulièrement Ludwig Binswanger et explique qu'il a du mal à bien les comprendre. En 1963, il part alors en Suisse pour y rencontrer Ludwig Binswanger, père de la psychiatrie phénoménologique et proche de Martin Heidegger.
Alfonso Caycedo est admis comme médecin neuropsychiatre au sanatorium Bellevue à Kreuzlingen et se forme auprès de Binswanger, qui influence définitivement sa démarche de recherche sur la conscience, dont la réduction phénoménologique restera la colonne vertébrale. Il reconnaîtra aussi à Binswanger de lui avoir appris que « le respect d'autrui est le premier pas à franchir quand on veut progresser dans la connaissance des phénomènes de la conscience humaine. Il m'a appris aussi à ne pas formuler de conclusions afin de laisser s'exprimer librement les différentes formes d'existence. »
Caycedo tente de populariser la phénoménologie existentielle à travers la sophrologie (qui sera elle-même dite « existentielle » dans cette filiation). Dans toute la suite de son exploration personnelle et partagée, il propose de redécouvrir les phénomènes d'états de conscience modifiés à l'aide d'une approche d'inspiration phénoménologique. Ainsi, la sophrologie telle qu'il l'a fait évoluer devient progressivement une méthode moins inductive. L'expérience subjective de chacun, la déduction personnelle des phénomènes priment sur les inductions provoquées par le thérapeute.

### L’Orient et les états de conscience modifiés (1965-1967)

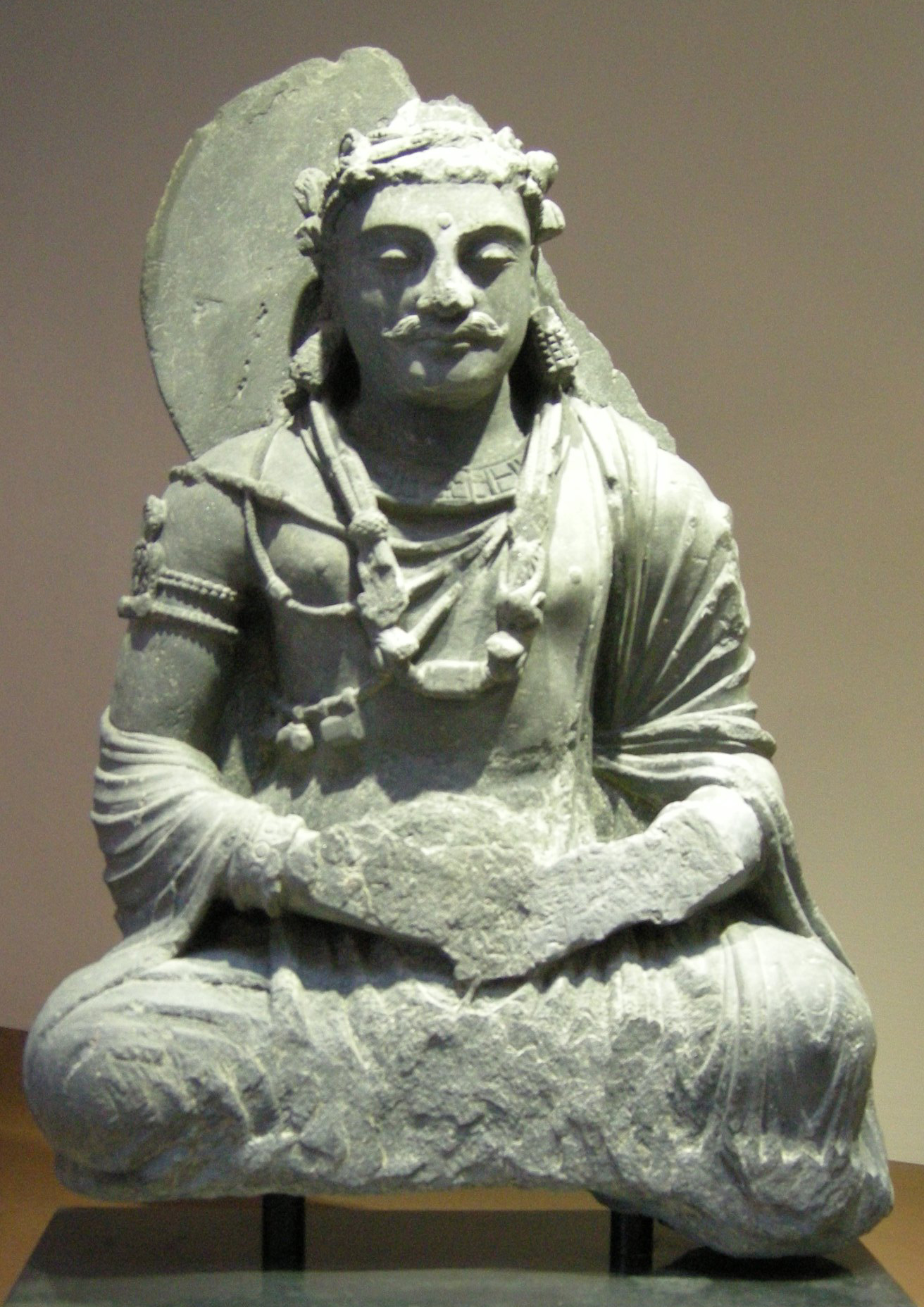
Pour explorer les états de consciences non pathologiques possibles, Caycedo explore la méditation dhyâna de l'hindouisme jusqu'à ses dérivées bouddhistes dont fait partie le zen.

Alfonso Caycedo se rend en Orient pour explorer une approche plus corporelle de la conscience, encouragé par L. Binswanger, et influencé par sa femme,, Colette, une Française passionnée de yoga avec qui il se marie en 1963 en Suisse.
Il poursuit l'exploration de l'approche de la conscience au travers du yoga, et opte finalement pour la piste du dhyâna (source de la méditation), depuis l'Inde jusqu'au Japon.

#### Le yoga de l'Inde
Après une période infructueuse, il découvre le raja yoga par le biais de médecins indiens, puis part en expérimenter de nombreux autres, accompagné de sa femme. Il séjourne ainsi, entre autres, dans l'ashram de Sri Aurobindo (dit Aurobindo Ghose) à Pondichéry, où ira aussi Jean Gebser. Il présente son exploration dans deux livres édités en Inde : Letters of silence et India of yogi.
Il constate l'importance du corps dans ces différents procédés : « La première découverte que je fis fut cette importance qu'ils donnent à la corporalité ! ». Il constate aussi leur dextérité et dit sur les techniques clés: « J'ai pu constater que ces gens étaient en train de manipuler toute une série de clefs qui, en marge de leur religion elle-même, étaient porteuses d'action possible sur la conscience » et il ajoute encore « ils connaissent la conscience [les yogis] bien mieux que nous, les psychiatres occidentaux ».

#### Le Bouddhisme tibétain
Sur les conseils de médecins, il poursuit son exploration dans l'Himalaya et rencontre le 14e dalaï-lama[source insuffisante] à Dharamsala. Il dit « le Dalaï-lama m'avait donné une lettre de recommandation qui m'ouvrait toutes les portes ».
Il discute avec le dalaï-lama, notamment du tummo, mais aussi de la médecine tibétaine, de la méditation.
Questionné sur les techniques observées lors de son séjour, il rapporte la technique des vibrations gutturales continues pratiquées en groupe et précise : « ils font aussi des exercices physiques, mais il ne m'ont pas laissé les observer ».
Il souligne l'importance de la respiration et dit s'être senti proche des lamas, qui forment le groupe humain auquel il s'est le mieux identifié.

#### Le zen japonais
Il se rend enfin au Japon, où il s'initie à deux principaux bouddhismes zen : Rinzai et Sōtō. Il pratique les deux et note l'importance de la posture (zazen) et l'absence de mouvement. Il précise que le zen utilise des techniques d'activation de la conscience fondées sur le dhyâna des hindous, le mot zen étant lui-même issu de ce mot. Il a ainsi suivi dans son exploration le cheminement de cette notion qui a transité par le bouddhisme tibétain et présente que « ces méthodes [du zen] agissent de manière activatrice sur la conscience. « Il s'agit de la réveiller » dit Suzuki, dans le sens strict du mot ».

#### Applications attribuées
L'ensemble du voyage dure près de 2 ans, et Caycedo trouve que les disciplines explorées (yoga, méditations tibétaines et zen) sont indissociables de la religion et de la philosophie qui les portent. Il est venu avec un regard de psychiatre pour explorer les techniques d'investigation de la conscience sous un angle phénoménologique, et il vise à distinguer « certains procédés d'une valeur extraordinaire, capables de développer la personnalité ». Ainsi, il dit : « Avec tout le respect qu'il se doit je les ai adaptés à ma méthode de relaxation dynamique, mais, dans ma technique, on ne peut pas dire que l'on pratique le yoga ou le zen puisque les objectifs de la sophrologie sont différents. »
Il tire de ces expériences les trois premiers degrés de la Relaxation Dynamique ou Relaxation Dynamique de Caycedo adaptés à la culture occidentale : le premier degré (RDC1) s'inspire du yoga indien, le deuxième (RDC2) de la méditation tibétaine et le troisième (RDC3) du zen japonais.

### Barcelone (1968-1982)
Caycedo est nommé Professeur à l'école de psychiatrie de la faculté de médecine de Barcelone. C'est l'époque de nombreuses expérimentations et recherches fondées sur les Relaxations Dynamiques : la sophrologie doit faire ses preuves.
C'est aussi l'époque des premières scissions (1974) : certains professionnels de la santé lui reprochent de sortir la sophrologie du champ thérapeutique en y rattachant les valeurs de l'Homme, introduisant ainsi une notion d'idéologie hors cadre thérapeutique. C'est le début de la branche "non caycédienne" de la sophrologie.

#### Quelques événements
- 1968, parution du premier livre de sophrologie en langue française.
- 1970, premier Congrès mondial de sophrologie, à Barcelone, avec 1 400 spécialistes de 42 pays. Le futur roi d'Espagne Juan Carlos y est président d'honneur, avec la future reine Sofia.
- 1973, symposium européen de Lausanne.
- 1974, symposium européen de Bruxelles.

Inauguration à Paris de l'entraînement collectif en sophrologie.
- 1975, deuxième Congrès mondial de sophrologie à Barcelone.
- 1977, premier symposium panaméricain, et troisième Congrès mondial de sophrologie à Recife (Brésil). Nomination du Professeur et Docteur Alfonso Caycedo comme professeur honoris causa de l'université de Pernambouc et déclaration des valeurs de l'homme (ou Déclaration de Recife), création de la branche socio-prophylactique et du développement personnel pour contribuer à l'aide en faveur des pays en développement.

Inauguration de la sophrologie sociologique à Madrid.

### Colombie (1982-1988)
Le troisième Congrès mondial de la sophrologie se déroule en août 1982 à Bogotá.
Le quatrième degré de la Relaxation Dynamique voit le jour (RDC4). Il sera présenté en 1985 à l'hôpital de la Pitié-Salpêtrière dans l'amphithéâtre Charcot.

### Principauté d’Andorre (depuis 1988)
En 1988, Caycedo s'installe à Andorre, qui devient le siège de sa société Sofrocay, présidée depuis son décès par sa fille Natalia Caycedo. Son directeur est son beau-fils, Koen van Rangelrooij. 
Caycedo y organise la même année le quatrième congrès de Sophrologie. En 1989, il y crée un cycle de formation en Sophrologie Caycédienne qui dure environ trois ans et dont la troisième année doit obligatoirement être dispensée à Andorre.[réf. souhaitée]

## Concepts
Les pensées d'Alfonso Caycedo publiquement diffusées le sont surtout relativement à la sophrologie, pour en expliquer au moins l'origine. Mais « Caycedo a poursuivi sa réflexion et donné en permanence de nouvelles impulsions à sa méthode ». Cette réflexion est donc à distinguer indépendamment des divers courants sophrologiques qui en résultent tous, mais avec des rejets et apports spécifiques pour chacun.

### Sémantique
Ses idées sont présentées avec un vocabulaire singulier, phénoménologique d'une part, et d'autre part composées de néologismes ajoutés au fur et à mesure, qui « rendent l’approche de la sophrologie Caycédienne plutôt opaque »
Parmi les néologismes, on trouve en plus de sophrologie les déclinaisons phroniques (conscience) et sophroniques ("conscience en harmonie"), vivances (somme du vécu conscient et corporel), et bien d'autres. Ils sont mélangés au vocabulaire phénoménologique comme phénomène, réduction, transcendance, etc. Par exemple, Patrick-André Chéné — un transmetteur reconnu par Caycedo de sa méthode — écrit « La région phronique est l'espace intérieur, créé et constitué par entraînement Phronique Réductif, où le corps et l'esprit établissent la relation phénoménologique. ». Le sens déjà complexe (entraînement de la conscience à percevoir le corps qui crée un espace conjoint de perception des choses vécues) est inaccessible sans un décryptage sémantique. Pas plus que, par exemple, quand Caycedo explique en 1992 « La sophrologie ne peut exister sans le concept de région phronique [...] La finalité de l'étape réductive est la découverte de la région phronique. ».
Cette tendance est dénoncée comme s'étant aggravée par les tenants d'une sophrologie qui se sont séparés du courant caycédien après les quatre premiers cycles et refusant les huit suivants. Ainsi, Richard Esposito, auteur du Que sais-je sur la sophrologie et créateur du centre de formation en sophrologie qui n'inclut que ces premiers cycles, écrit : « au cours de ses recherches, Caycedo n’est pas resté rigoureusement, selon nous[Qui ?], dans l’axe de son projet. À partir de la fin des années 1990, il a pris une orientation qui interroge : il a par exemple introduit dans les techniques des néologismes, voire des acronymes comme ISOCAY, pour qualifier une posture ou évoquer la conscience, ce qui traduit sans doute un infléchissement vers l’hypnose. Questionné à ce sujet, Caycedo n’a jamais donné de réponse claire. »

### Principe de phénoménologie appliquée

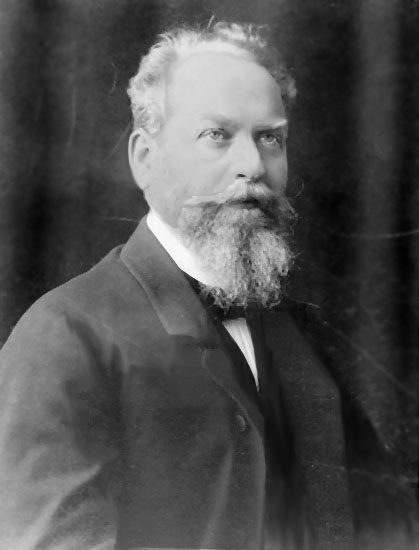
Husserl, un des pères de la phénoménologie, dont s'inspire la pensée caycédienne.

Dès la création du mot « sophrologie », Caycedo choisit la phénoménologie comme méthode d'exploration de la conscience : « à mon avis, et comme le pensent d'ailleurs les philosophes actuels, la seule façon d'étudier la conscience humaine est d'adopter cette attitude phénoménologique ». Il fait ainsi référence à la pensée de Husserl pour qui la conscience ne peut être explorée selon la méthode scientifique habituelle, et qui propose avec la phénoménologie issue de la méthode cartésienne une technique scientifique adaptée à cette exploration. Caycedo et des sophrologues précisent que ce n'est pas une technique thérapeutique, mais selon eux, et en s’appuyant sur cette philosophie, une « troisième forme de "faire science" »,.
Comme Binswanger — un proche de Heidegger lui-même élève de Husserl — Caycedo prétend proposer une application pratique de cette approche philosophique, et c'est en ce sens, par le respect de cette méthode de réduction phénoménologique que Caycedo affirme utiliser une méthode scientifique. Caycedo explique qu'« il n'y a pas de laboratoires, il n'y a pas de microscopes : c'est une attitude de la conscience elle-même qui, en quelque sorte, fait une auto-investigation au travers des phénomènes. Vous étudiez les phénomènes avec vos propres phénomènes. » D'autres exposeront autrement ce même principe : « À partir de l'étude de la phénoménologie, la sophrologie privilégiera l'expérience plutôt que la théorie, en cherchant à accueillir un phénomène sans jugement, en évitant l’intellectualisation - on parle de vivance phronique -, et en posant ainsi un nouveau regard sur les choses. »
Ce regard nouveau suit les courants plus ou moins équivalents à l'Épochè des sceptiques ou l'épochè en phénoménologie, à la réduction phénoménologique ou encore à la "mise entre parenthèses". Cette attitude, cette étape réductive, est revendiquée tant en phénoménologie (voir principe de réduction) qu'en sophrologie et plus précisément comme étape de la méthode caycédienne. C'est pourquoi on pourra lire, par exemple que la sophrologie de Caycedo est une « philosophie opérante ».

### Théorie des états et niveaux de conscience
En s’appuyant sur la phénoménologie, Caycedo utilise comme hypothèse de travail une distinction entre état et niveau de conscience et présente pour l'expliquer un schéma en éventail, avec en ordonné les niveaux de conscience (veille, sommeil) et en abscisse les états (pathologique, ordinaire, sophronique).

#### Niveaux de conscience
Les niveaux de conscience sont ceux observables à l'électroencéphalogramme, comme l'état de veille ou de sommeil. Mais c'est l'état intermédiaire, aussi utilisé en hypnose et appelé sophro-liminal en sophrologie, qui est utilisé comme moyen. Ce « débrayage cérébral », explique Sciences et avenir, peut être volontairement provoqué par les chamanes et moines bouddhistes, et « en occident, d'autres méthodes comme la relaxation, la sophrologie, l’hypnose, la méditation de pleine conscience ou le yoga nidra font recette ».

#### États de conscience
Alfonso Caycedo recherche des états de conscience ni pathologiques, ni ordinaires, qu'il nommera sophroniques. Il nomme cette exploration sophrologie et la méthode qu'il propose pour y accéder sophrologie caycédienne. Il précise que cet état de conscience plus harmonisé n'est pas une création, mais une expression naturelle de ce qui fait la nature humaine (il parle des structures de l'être). Il précise que l'état visé est le même que celui déjà connu par les grands méditants (turiya et samadhi des Hindous, satori des Japonais), mais renommé pour convenir à une approche non religieuse et pour permettre un entendement plus neutre.
Patrick-André Chéné précise : « ne nous méprenons pas, l'idée de Conscience Supérieure en Sophrologie n'est pas celle du « surhomme », mais davantage celle de l'homme vrai, authentique, en accord avec lui-même ». L'état de conscience en question est d'ailleurs connu par chacun et renvoie aux états de sérénité, de sensation d'unité, ou encore d'harmonie que l'on peut ressentir lors d'une émotion artistique, ou relationnelle,. Caycedo souhaite explorer, développer et installer plus durablement ce fonctionnement naturel avec sa méthode.
C'est en découvrant l'hypnose qu'il s'ouvre à l'idée d'états de conscience alternatifs tout en étant non pathologiques et qu'il s'oriente, comme Binswanger, vers l'exploration de ce qui va bien et qui "ne demande qu'à être activé", mais lui ne veut pas se limiter au domaine de la psychiatrie. Son voyage en orient se fait avec son matériel d'électroencéphalogramme pour étudier les tracés des méditants qui voudront bien se plier à l'exercice.[réf. nécessaire]

### Le corps comme moyen d'exploration des phénomènes
Les concepts de Dasein de Heidegger et d'historicité de Maurice Merleau-Ponty introduisent l'idée des phénomènes vécus corporellement, autrement dit de la conscience par le corps, ou indissociable du corps. C'est le courant existentialiste de la phénoménologie auquel la sophrologie se dit affiliée, notamment par l’intermédiaire de Binswanger, en tant que sophrologie existentielle.
Ce principe philosophique est donc déjà dans l'air du temps lorsque Caycedo s'y initie auprès de Binswanger, et c'est avec les concepts de cette approche qu'il part explorer en Orient la façon dont les yogis en particulier étendent leur conscience par le vécu corporel. Ce qui est nouveau dans l'approche caycedienne, c'est d'avoir réuni l'entendement orientaliste de la phénoménologie existentielle et l'approche ancestrale et orientale du corps indissociable de l'esprit. Cette réunion, loin de faire l'unanimité, a fait fuir entre 1968 et 1978 bon nombre de sophrologues de la première heure et a amorcé les accusations à son encontre, de mysticisme et/ou de sortie du strict cadre médical.[réf. nécessaire]
La nature de ce rapprochement entre ces deux mondes distingue les sophrologies et en dessine les branches, plus ou moins existentielles, plus ou moins phénoménologiques, plus ou moins affiliées à l'approche orientaliste. Pour Caycedo, le fond reste phénoménologique même si la forme se nourrit d'inspiration orientale.

## Critiques
Un article de 2013 du Centre d'information et de prévention sur les psychothérapies abusives et déviantes mentionne que « dans les années 60-70, dans la foulée du premier article publié en 1964 par Alfonso Caycedo, un certain nombre de praticiens espagnols et italiens publieront sur le sujet. Mais allez savoir pourquoi, depuis, les études sur la sophrologie sont devenues une affaire quasiment franco-française. […] L’ensemble de l'analyse traduit un tropisme particulier de la sophrologie pour l’Hexagone, avec une grande faiblesse des travaux publiés et une quasi-absence de crédibilité dans cette méthode par la communauté médicale ».
Selon un article de la revue Science et pseudo-sciences de 2018 : « À lire l’Académie internationale de sophrologie caycédienne et le docteur Patrick-André Chené, la sophrologie « originelle », (brevetée depuis à l’OMPI, au même titre que Méthode Alfonso Caycedo ou Méthode Isocay), ne se considère pas comme une simple technique de relaxation, ni comme une thérapie mais comme une discipline scientifique de développement de la conscience. Pourtant, l’indigence scientifique de cette méthode est patente, et le corpus la documentant quasi inexistant, tandis que les prétentions, elles, sont très larges, balayant un spectre allant du « traitement de la pathologie psychosomatique » au « rétablissement de l’équilibre psychique ». Nous ne doutons pas que les patients ou les simples clients puissent en tirer des bénéfices personnels, ou de la détente et du simple plaisir, de l’une ou l’autre des sophrologies disponibles. Mais le buisson ramifié de toutes les variantes existantes (que Caycedo appelait avec amertume « des sophrologies cui-cui ») a pour souche une méthode qui n’a jamais documenté ses prétentions, et il est souhaitable que les consommateurs le sachent. »
Selon le Collectif de recherche transdisciplinaire esprit critique et sciences : « Alors qu’initialement, la Relaxation Dynamique Caycédienne ne comportait que trois degrés, Caycedo « approfondit » de plus en plus son étude de la conscience en y ajoutant davantage de néologismes, qui rendent les terminologies de plus en plus complexes pour les profanes. On peut par exemple citer l’ajout dans les degrés les plus avancés de l’utilisation de techniques de vibrations sonores, de nouvelles énergies (nommées Omicron, Ompsilon ou Epsilon) et de nouveaux niveaux de conscience (la Conscience Phronique). Ces ajouts de la part de Caycedo font fi des travaux scientifiques dans le domaine et rendent l’approche de la sophrologie Caycédienne plutôt opaque, même pour des professionnel·le·s de la santé mentale. » Le CORTECS note, par ailleurs, que dès le premier niveau de la Relaxation Dynamique Caycédienne, « on perçoit que la démarche n’est pas laïque, mais déiste, avec un syncrétisme assez classique de ce qu’on appellera par la suite dans la littérature spécialisée le courant New Age ». Patrick-André Chéné compare les systèmes et lieux du corps théorisés en sophrologie caycédienne avec les chakras. La « divinité » est mentionnée dans les « valeurs fondamentales explorées » dans le degré 4 du niveau 1 de la RDC, et Chené cite Caycedo indiquant que la méditation est « une tentative d’atteindre la divinité par le développement de la conscience ».

## Œuvres
- (es) La sofrología médica. Su aplicación a la odontología, 1961, Rev. Esp. de Estomatología, Barcelone.
- (es) Hacia un estudio fenomenológico de la Hipnosis clínica. Las técnicas de la relajación y estados afines, 1962, Rev. Lat. Amer. de Hip. Clin. vol. III, no 2, Buenos Aires.
- (en) Sophrology and Psychosomatic Medicine, 1964, The American Journal of Clinical Hypnosis, Arizona.
- (es) Relajación Hipnosis, Yoga, Zen, fenómenos unitarios, 1965, Rev. Ibero Americana de Sofrología, Buenos Aires.
- (en) Letters of silence, 1966, Bhawani and Sons, New-Delhi (Inde).
- (en) India of Yogis, 1966, National Publishing House, New-Delhi (Inde).
- (es) Progresos en sofrología, 1969, Editorial Scientia, Barcelona (Espagne), ouvrage collectif traduit sous le titre Progrès en sophrologie, Société centrale de sophrologie et médecine psychosomatique.
- (es) La India de los Yogis, 1971, Editorial Scientia, Barcelona.
- (es) Diccionario Abreviado de Sofrología y Relajación Dinámica, traduit sous le titre Dictionnaire abrégé de Sophrologie et Relaxation Dynamique, 1972, ediciones Emegé, Barcelona.
- (es) Sofrología médica, 1974, ediciones Aura, Barcelona.
- L'aventure de la sophrologie, 1979, Éditions Retz, Paris.
- Sophrologie Caycedienne, Relaxation Dynamique de Caycedo en 13 cassettes vidéo, 1994, Sophrocay International.
- Sophrologie Caycedienne en médecine et en prophylaxie sociale, revue officielle de la Fondation Alfonso Caycedo dirigée par A. Caycedo, depuis 1995, Sophrocay S.A., PAL (La Massana), Principauté d'Andorre.